# Karra Elejalde
Carlos Elejalde Garay detto Karra (Vitoria-Gasteiz, 10 ottobre 1960) è un attore e regista spagnolo di origini basche.

## Biografia
Figlio di un musicista e di una casalinga, fino all'età di 14 anni ha vissuto a Salinas de Léniz, in Gipuzkoa. Ha iniziato a studiare come elettricista e ha anche studiato pittura e scultura alla Scuola di Arte e Artigianato (Arte eta Lanbide Eskola, Escuela de Artes y Oficios) di Vitoria-Gasteiz. 
Cresciuto artisticamente nel teatro basco indipendente, iscritto a compagnie come Grupo Samaniego, La Farándula, Klacatrak o Ttipi-Ttapa e in diversi tipi di spettacoli teatrali, nel 1987 ha debuttato nel mondo del cinema con il film A los cuatro Vientos, anche se sarà il suo sodalizio con i due emblemi della nuova generazione di cineasti baschi, Juanma Bajo Ulloa e Julio Medem, ad innescare definitivamente la sua carriera nella cinematografia.
Come sceneggiatore e regista ha realizzato due film: Torapia (2004) e Marian Year (1999), quest'ultimo in collaborazione con Fernando Guillén Cuervo.
Elejalde ha lavorato con alcuni dei più importanti registi spagnoli, come José Antonio Zorrilla, Julio Médem, Álex de la Iglesia, Juanma Bajo Ulloa e Icíar Bollaín, che lo dirige nel film También la lluvia (2010), che gli vale il Premio Goya come miglior attore non protagonista per la sua doppia interpretazione di Cristoforo Colombo e dell'attore che lo interpreta, Anton, un uomo malato e alcolizzato. Nel 2014 ha vinto di nuovo il Goya nella stessa categoria per il film Otto cognomi baschi, di Emilio Martínez Lázaro.

## Filmografia parziale

### Regista
- Año mariano (2000)
- Torapia (2004)

### Attore

#### Cinema
- Kika - Un corpo in prestito (Kika), regia di Pedro Almodóvar (1993)
- La madre morta (La madre muerta), regia di Juanma Bajo Ulloa (1993)
- Azione mutante (Acción mutante), regia di Álex de la Iglesia (1993)
- Días contados, regia di Imanol Uribe (1994)
- Tierra, regia di Julio Medem (1996)
- La pistola de mi hermano, regia di Ray Loriga (1997)
- Nameless - Entità nascosta (Los sin nombre), regia di Jaume Balagueró (1999)
- Le avventure e gli amori di Lazaro De Tormes  (Lázaro de Tormes), regia di José Luis García Sánchez e Fernando Fernán Gómez (2001)
- Timecrimes (Los Cronocrímenes), regia di Nacho Vigalondo (2007)
- Anche la pioggia (También la lluvia), regia di Icíar Bollaín (2010)
- 1898: Los últimos de Filipinas, regia di Salvador Calvo (2016)
- Lettera a Franco (Mientras dure la guerra), regia di Alejandro Amenábar (2019)
- Sotto lo zero, (Below Zero), regia di Lluìs Quìlez (2020)

#### Televisione
- Le verità nascoste (La verdad) – serie TV (2018-in corso)
- La Fortuna, regia di Alejandro Amenábar – miniserie TV (2021)

## Riconoscimenti
Premio Goya
- 2010 - Miglior attore non protagonista per También la lluvia